# Тріатлон на літніх Олімпійських іграх 2004
Змагання з тріатлону на літніх Олімпійських іграх 2004 відбулися 25 серпня для жінок і 26 серпня для чоловіків. У них взяли участь 100 спортсменів з 34 країн. До програми олімпійського тріатлону включено заплив на 1,5 км, велосипедну гонку на 40 км та біг на 10 км. Переможцями стали австрійка Кейт Аллен і новозеландець Гаміш Картер.

## Розклад
Розклад стартів у тріатлоні на літніх Олімпійських іграх в Афінах (UTC+2):
| Змагання         | Дата      | Час старту |
| ---------------- | --------- | ---------- |
| Жіночий турнір   | 25 серпня | 10:00      |
| Чоловічий турнір | 26 серпня | 10:00      |

## Найкращі результати
Десять найкращих результатів жіночого турніру:
| Місце | Номер | Тріатлоністка     | Країна          | Плавання | Велоперегони | Біг   | Сума       | Відрив   |
| ----- | ----- | ----------------- | --------------- | -------- | ------------ | ----- | ---------- | -------- |
| 1     | 39    | Кейт Аллен        | Австрія         | 20:38    | 1:09:52      | 34:13 | 2:04:43.45 | —        |
| 2     | 47    | Лоретта Гарроп    | Австралія       | 18:37    | 1:09:05      | 37:08 | 2:04:50.17 | +0:06.72 |
| 3     | 34    | Сьюзан Вільямс    | США             | 19:02    | 1:08:58      | 37:08 | 2:05:08.92 | +0:25.47 |
| 4     | 24    | Кетлен Смет       | Бельгія         | 19:42    | 1:09:25      | 36:28 | 2:05:35.89 | +0:52.44 |
| 5     | 26    | Надія Кортасса    | Італія          | 20:36    | 1:09:51      | 35:18 | 2:05:45.35 | +1:01.90 |
| 6     | 43    | Мішель Діллон     | Велика Британія | 20:37    | 1:09:50      | 35:33 | 2:06:00.77 | +1:17.32 |
| 7     | 35    | Ана Бургос        | Іспанія         | 20:36    | 1:09:52      | 35:34 | 2:06:02.36 | +1:18.91 |
| 8     | 7     | Ванесса Фернандеш | Португалія      | 19:20    | 1:11:07      | 35:48 | 2:06:15.39 | +1:31.94 |
| 9     | 32    | Барбара Ліндквіст | США             | 18:39    | 1:09:20      | 38:26 | 2:06:25.49 | +1:42.04 |
| 10    | 50    | Брігітт Макмегон  | Швейцарія       | 19:46    | 1:10:41      | 36:40 | 2:07:07.73 | +2:24.28 |

Десять найкращих результатів чоловічого турніру:
| Місце | Номер | Тріатлоніст      | Країна        | Плавання | Велоперегони | Біг   | Сума       | Відрив   |
| ----- | ----- | ---------------- | ------------- | -------- | ------------ | ----- | ---------- | -------- |
| 1     | 28    | Гаміш Картер     | Нова Зеландія | 18:19    | 1:00:44      | 32:04 | 1:51:07.73 | —        |
| 2     | 27    | Бівен Докерті    | Нова Зеландія | 18:13    | 1:00:51      | 32:11 | 1:51:15.60 | +0:07.87 |
| 3     | 48    | Свен Рідерер     | Швейцарія     | 18:17    | 1:00:45      | 32:31 | 1:51:33.26 | +0:25.53 |
| 4     | 24    | Грег Беннетт     | Австралія     | 18:19    | 1:01:29      | 31:53 | 1:51:41.58 | +0:33.85 |
| 5     | 50    | Фредерік Белобре | Франція       | 18:04    | 1:00:58      | 32:58 | 1:52:00.53 | +0:52.80 |
| 6     | 15    | Андреас Ралерт   | Німеччина     | 18:07    | 1:01:40      | 32:48 | 1:52:35.62 | +1:27.89 |
| 7     | 6     | Расмус Геннінг   | Данія         | 18:19    | 1:01:29      | 32:49 | 1:52:37.32 | +1:29.59 |
| 8     | 46    | Олів'є Марсо     | Швейцарія     | 18:18    | 1:00:46      | 33:40 | 1:52:44.36 | +1:36.63 |
| 9     | 8     | Гантер Кемпер    | США           | 18:11    | 1:02:43      | 31:52 | 1:52:46.33 | +1:38.60 |
| 10    | 26    | Саймон Томпсон   | Австралія     | 18:19    | 1:02:34      | 31:54 | 1:52:47.18 | +1:39.45 |

## Медальний залік
| Місце               | Країна              | Золото | Срібло | Бронза | Загалом |
| ------------------- | ------------------- | ------ | ------ | ------ | ------- |
| 1                   | Нова Зеландія (NZL) | 1      | 1      | 0      | 2       |
| 2                   | Австрія (AUT)       | 1      | 0      | 0      | 1       |
| 3                   | Австралія (AUS)     | 0      | 1      | 0      | 1       |
| 4                   | США (USA)           | 0      | 0      | 1      | 1       |
| 4                   | Швейцарія (SUI)     | 0      | 0      | 1      | 1       |
| Загалом (5 збірних) | Загалом (5 збірних) | 2      | 2      | 2      | 6       |

З моменту включення тріатлону до програми літніх Олімпійських ігор:
| Місце               | Країна              | Золото | Срібло | Бронза | Загалом |
| ------------------- | ------------------- | ------ | ------ | ------ | ------- |
| 1                   | Австрія (AUT)       | 1      | 1      | 0      | 2       |
| 1                   | Нова Зеландія (NZL) | 1      | 1      | 0      | 2       |
| 3                   | Швейцарія (SUI)     | 1      | 0      | 2      | 3       |
| 4                   | Канада (CAN)        | 1      | 0      | 0      | 1       |
| 5                   | Австралія (AUS)     | 0      | 1      | 0      | 1       |
| 5                   | Німеччина (GER)     | 0      | 1      | 0      | 1       |
| 7                   | США (USA)           | 0      | 0      | 1      | 1       |
| 7                   | Чехія (CZE)         | 0      | 0      | 1      | 1       |
| Загалом (8 збірних) | Загалом (8 збірних) | 4      | 4      | 4      | 12      |